# サラ金ビル

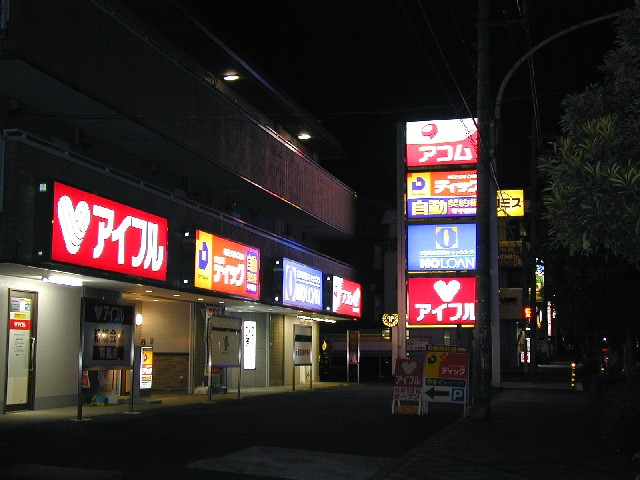
複数の自動契約機が1階に入居しているワンルームマンション（2002年、東京都）

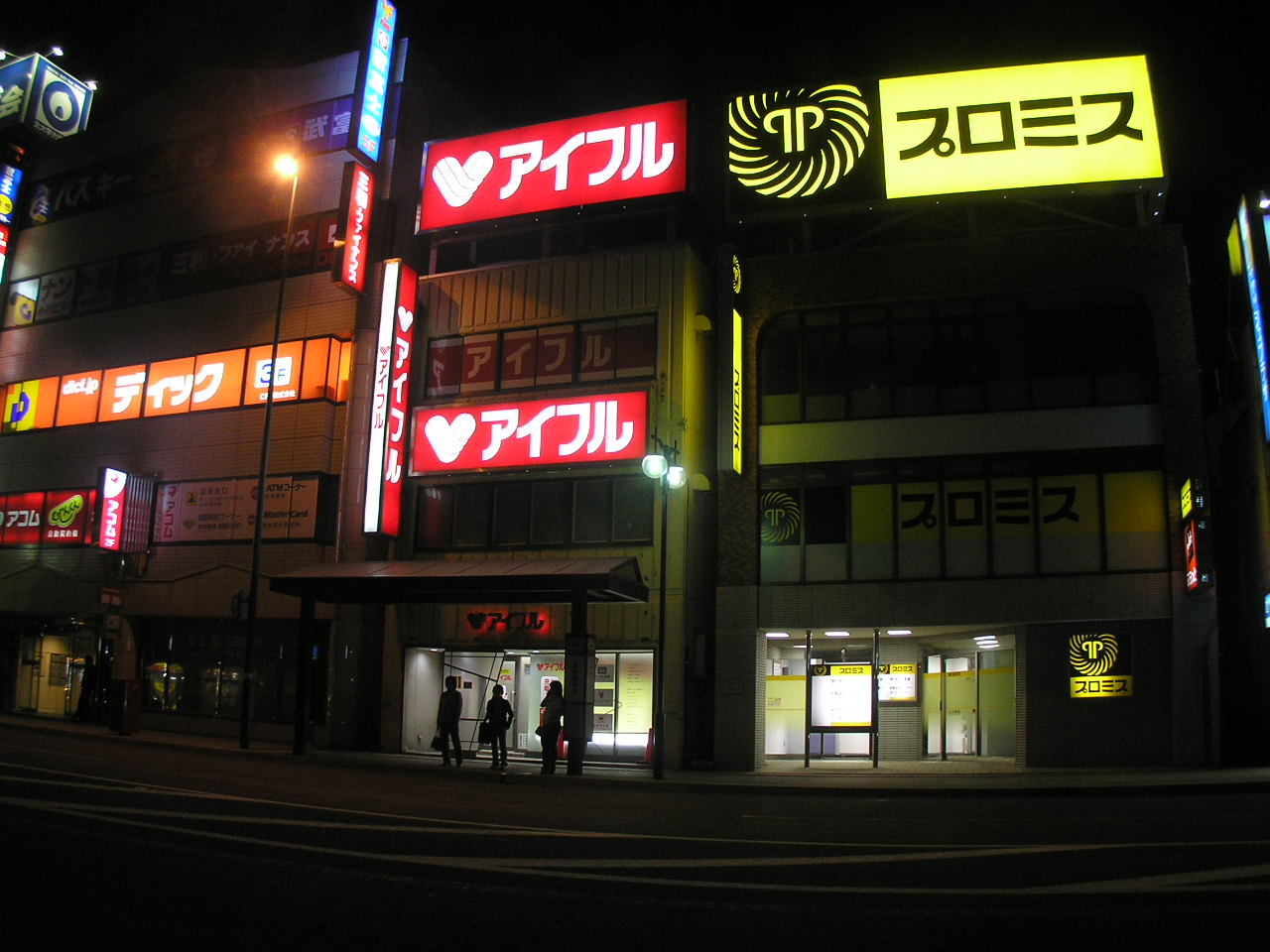
3棟の雑居ビルに6つの貸金業者が入居している（2006年、北海道）

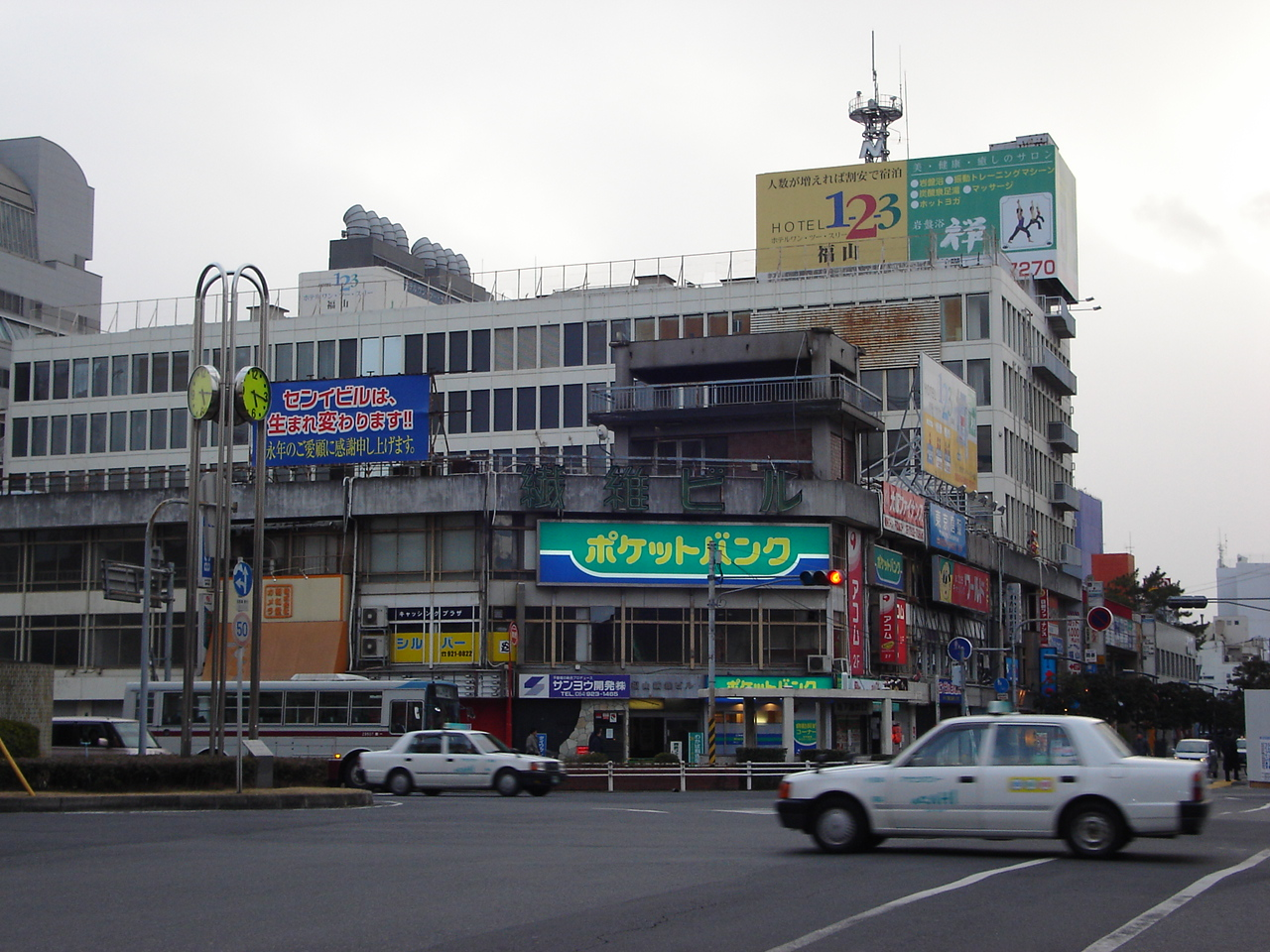
新幹線停車駅前かつ低賃料であったことで「サラ金ビル」と化した福山繊維ビル。貸金業者は再開発事業により一掃された（2008年、広島県）

サラ金ビル（サラきんビル）は、消費者金融数社の自動契約機や支店が集まる建物（雑居ビルが多い）を指す俗語。主要駅前や繁華街・歓楽街・商店街などに集中していることが多い。

## 概要
郊外に大型駐車場を備えたロードサイド店舗が増加している一方で、従来の都市部では、駐車場の不足、長引く不景気、高い賃貸料、後継者不足など原因により衰退している。テナントビルに入居していた企業や商店なども撤退し、その後継テナントとして消費者金融各社の自動契約機や支店が入居した。
賃貸ビルを貸金業の事務所として使用する場合、貸主が「貸金業の事務所として使用することを承諾した」旨の書面を財務局長や都道府県知事に提出しなければならないため、貸金業の拠点はある特定の建物に集中する傾向がある。また、通常の商業用の賃貸物件は1階の価値が最も高く上層階に行くに従って価値が低くなり賃料も安くなる傾向があるが、消費者金融の店舗は「利用している」ことが他人の目に触れにくくなることもあって、逆に上層階の方が好まれる傾向にある。このため上層階においては入居するテナントが消費者金融に集中しやすくなる傾向がある。
1990年代後半から（北海道の10万人単位規模の地方では既に1980年代初頭から）、地方の繁華街中心部や駅前などの一等地に出店する消費者金融業者が増え、どの街に行っても大手業者の巨大な看板が占拠する事態が発生した。これにより景観と治安を悪化させる問題となった。
だが、2010年前後の貸金業規制強化と業界再編による消費者金融各社の自動契約機や支店の撤退（一部業者では消費者金融事業自体の撤退）で、これらのビルでも未入居の状態が増加している。